# Loreto-di-Tallano
Loreto-di-Tallano (kors. Laretu d'Attallà) – miejscowość i gmina we Francji, w regionie Korsyka, w departamencie Korsyka Południowa.
Według danych na rok 1990 gminę zamieszkiwało 57 osób, a gęstość zaludnienia wynosiła 8 osób/km².